# Saoirse-Monica Jackson
Saoirse-Monica Jackson (Derry, 24 novembre 1993) è un'attrice britannica nota principalmente per aver interpretato Erin Quinn nella sitcom di Channel 4 Derry Girls.

## Biografia

### Primi anni
Nata a Derry, in Irlanda del Nord, Jackson ha trascorso buona parte della sua infanzia tra la cittadina nordirlandese e il villaggio di Greencastle, nella Repubblica d'Irlanda, dove i suoi genitori gestivano un pub. Dopo aver ottenuto un GCSEs e un A-Levels al St Cecilia's College di Derry, ha studiato recitazione all'Arden School of Theatre di Manchester.

### Carriera
Il debutto televisivo di Jackson è avvenuto nel 2016 quando ha ottenuto il ruolo di Sasha nella serie di Harlan Coben The Five, comparendo in quattro episodi. Nello stesso anno ha interpretato la moglie di Curley nel tour del Birmingham Repertory Theatre di Of Mice and Men, tratto dall'omonimo romanzo di John Steinbeck. Nel 2017 è apparsa brevemente nell'episodio finale della serie drammatica BBC One Broken. Nel 2018 ha interpretato Shena Carney in una produzione del Teatro del West End di The Ferryman svoltasi al Teatro Gielgud.
Sempre nel 2018 la Jackson ottiene la sua prima parte da protagonista interpretando Erin Quinn in Derry Girls, ruolo che le conferisce fama internazionale venendo elogiato dalla critica tanto da ottenere una candidatura come miglior performance femminile al IFTA Gala Television Awards Per il Capodanno 2020 ha preso parte a un episodio speciale di The Great British Bake Off assieme ad altri membri del cast di Derry Girls vincendo la competizione.
Il 26 giugno 2020, la Jackson e il resto del cast di Derry Girls hanno eseguito uno sketch con Saoirse Ronan per lo speciale di raccolta fondi di RTÉ RTÉ Does Comic Relief, i cui proventi sono andati a favore delle persone colpite dalla pandemia di COVID-19.
Nel 2024 ha interpretato Misia nella serie Netflix The Decameron. 

## Vita privata
Jackson è fidanzata col DJ Hector Barbour, noto professionalmente come Denis Sulta.

## Filmografia

### Cinema
- Liverpool Ferry, regia di Lee Armstrong - cortometraggio (2020)
- Quello che non so di te (Finding You), regia di Brian Baugh (2021)
- Coffee Wars, regia di Randall Miller (2023)
- The Flash, regia di Andy Muschietti (2023)
- Upgraded - Amore, arte e bugie (Upgraded), regia di Carlson Young (2024)

### Televisione
- The Five – serie TV, 4 episodi (2016)
- Broken – serie TV, episodio 1x06 (2017)
- Derry Girls – serie TV, 19 episodi (2018-2022)
- Urban Myths – serie TV, 2 episodi (2019-2020)
- Unprecedented – serie TV, episodio 1x01 (2020)
- Skint – serie TV, episodio 1x01 (2022)[16]
- Murder in the Badlands – miniserie TV, 4 episodi (2022)
- The Doll Factory – miniserie TV, 6 episodi (2022)[17]
- The Decameron - serie TV, 8 episodi (2024)

## Teatro
- Uomini e topi (Birmingham Repertory Theatre, 2016)
- The Ferryman (Gielgud Theatre, 2017-2018)

## Riconoscimenti
- IFTA Gala Television Awards
  - 2018 – Candidatura come miglior performance femminile per Derry Girls[11]
- Royal Television Society Awards
  - 2020 – Miglior performance femminile (commedia)[18]

## Doppiatrici italiane
Nelle versioni in italiano delle opere in cui ha recitato, Saoirse-Monica Jackson è stata doppiata da:
- Lucrezia Marricchi in Quello che non so di te
- Mariagrazia Cerullo in The Flash
- Giorgia Brunori in Upgraded - Amore, arte e bugie
- Sara Imbriani in The Decameron